# Plug and Produce
Plug and Produce è una tecnologia basata sulle ontologie che permette di integrare, scambiare o rimuovere facilmente apparecchiature di produzione senza avere la necessità di una persona specializzata per la riconfigurazione del sistema.
Si ispira al concetto di plug and play, ma a differenza di questo, che si riferisce ad esempio al collegamento di un dispositivo esterno ad un personal computer, che una volta connesso inizia a funzionare, il plug and produce non solo permette di abilitare il dispositivo collegato, ma lo riconfigura nel modo migliore e interagisce con lui, con lo scopo di farlo cooperare con altri dispositivi (def.).